# Eopsetta grigorjewi
Eopsetta grigorjewi är en fiskart som först beskrevs av Herzenstein, 1890.  Eopsetta grigorjewi ingår i släktet Eopsetta och familjen flundrefiskar. Inga underarter finns listade i Catalogue of Life.